# Rhabdopterus victorianus
Rhabdopterus victorianus es una especie de insecto coleóptero de la familia Chrysomelidae.
Fue descrita científicamente en 1997 por Bechyne.